# Сарафаниха
Сарафаниха — река в Туруханском районе Красноярского края, правый приток Енисея.
Длина реки — 59 км, площадь водосборного бассейна — 250 км².
Протекает по восточной окраине Западно-Сибирской равнины. Сарафаниха вытекает из цепочки мелких безымянных озёр в болотистой местности, на высоте 42 м над уровнем моря. Течёт по болотистым сосново-берёзовым лесам, вначале, на юг, в среднем течении поворачивает на восток, принимая многочисленные мелкие безымянные притоки. В низовье, уже в пойменной части Енисея, часто меняет направление, принимая ручьи-притоки Обух, Фаники и Галинкин слева и Покосный — справа. Впадает в Енисей на высоте 8 м, на расстоянии 1054 км от устья.
По данным государственного водного реестра России относится к Енисейскому бассейновому округу. Код водного объекта — 17010600112116100061375.